# Oblohî (Șpîlivka), Sumî
Oblohî (în ucraineană Облоги) este un sat în comuna Șpîlivka din raionul Sumî, regiunea Sumî, Ucraina.

## Demografie
Componența lingvistică a localității Oblohî
     Ucraineană (96,97%)
     Rusă (3,03%)
Conform recensământului din 2001, majoritatea populației localității Oblohî era vorbitoare de ucraineană (96,97%), existând în minoritate și vorbitori de rusă (3,03%).